# بين تورنر
بين تورنر (بالإنجليزية: Ben Turner)‏ هو ممثل بريطاني، ولد في 3 فبراير 1980 بلندن في المملكة المتحدة.

## أعمال

### أفلام
- (2014)  نهوض إمبراطورية[4][5][6][7]
- (2017) 6 أيام

## وصلات خارجية
- بين تورنر على موقع IMDb (الإنجليزية)
- بين تورنر على موقع قاعدة بيانات الفيلم (الإنجليزية)